# Boom Desjardins
Daniel « Boom » Desjardins est un artiste québécois né le 16 juin 1971 à Val-d'Or, dans la région de l'Abitibi-Témiscamingue.
Il forme le groupe La Chicane en 1993 en compagnie d'Alain Villeneuve. Il fera partie du groupe jusqu'en 2004, avant de commencer une carrière solo. Premier CD de Boom Desjardins en solo, sortie en 2004.
Membre de la Chicane, il est connu pour avoir interprété plusieurs grands succès, tels « Calvaire », « Juste pour voir le monde », « Tu m'manques », « Tu peux partir » et « Jusqu'à dimanche ». En solo, il a notamment interprété « J'reviens chez nous » et « Pour te voir ».
Desjardins a été nommé pour l'artiste de l'année et l'album pop de l'année aux prix Juno de 2006.

## Vie privée
Il a été connu sous le surnom de «Boom» pour presque toute sa vie. Il a appris à marcher très jeune et était un enfant turbulent; sa famille a vue sa similitude avec le personnage de Bamm-Bamm («Boum-Boum» en français québécois, ) de l'émission Les Flintstone, et ont commencé à l'appeler «Boom». Tout le monde l'appelait Boom, sa famille, ses professeurs et le directeur de l'école, alors son nom est resté comme Boom.

## Discographie
- 2004 : Boom Desjardins
- 2004 : La tournée Boombox, avec Dany Bédar et Richard Pelland
- 2006 : Au nom de la musique
- 2007 : Au nom de la musique (CD + DVD)
- 2008 : On se ressemble tant (CD + DVD)
- 2009 : Rock le Québec
- 2011 : Boom Desjardins  Avec le temps
- 2016 : Clandestin, Productions Étiquette B

## Lauréats et nominations

### Gala de l'ADISQ
| Année | Catégorie                           | Pour                     | Résultat   |
| ----- | ----------------------------------- | ------------------------ | ---------- |
| 1999  | album de l'année - rock             | En catimini              | nomination |
| 1999  | chanson populaire de l'année        | Calvaire                 | nomination |
| 1999  | groupe de l'année                   | La Chicane               | nomination |
| 1999  | révélation de l'année               | La Chicane               | nomination |
| 2000  | album de l'année - meilleur vendeur | En catimini              | nomination |
| 2000  | chanson populaire de l'année        | Juste pour voir le monde | nomination |
| 2000  | groupe de l'année                   | La Chicane               | lauréat    |
| 2001  | album de l'année - meilleur vendeur | Disparu                  | nomination |
| 2001  | album de l'année - rock             | Disparu                  | lauréat    |
| 2001  | chanson populaire de l'année        | Tu peux partir           | nomination |
| 2001  | groupe de l'année                   | La Chicane               | nomination |
| 2002  | chanson populaire de l'année        | Tu m'manques             | nomination |
| 2002  | groupe de l'année                   | La Chicane               | nomination |
| 2003  | album de l'année - rock             | Ent'nous autres          | nomination |
| 2003  | chanson populaire de l'année        | Viens donc m'voir        | nomination |
| 2003  | groupe de l'année                   | La Chicane               | nomination |
| 2005  | album de l'année - meilleur vendeur | Boom Desjardins          | nomination |
| 2005  | album de l'année - populaire        | Boom Desjardins          | nomination |

### Prix Juno
| Année | Catégorie                       | Pour            | Résultat   |
| ----- | ------------------------------- | --------------- | ---------- |
| 2000  | meilleur groupe                 | La Chicane      | nomination |
| 2000  | album francophone le plus vendu | En catimini     | lauréat    |
| 2002  | album francophone le plus vendu | Disparu         | nomination |
| 2004  | groupe de l'année               | La Chicane      | nomination |
| 2006  | artiste de l'année              | Boom Desjardins | nomination |
| 2006  | album pop de l'année            | Boom Desjardins | nomination |